# 10e régiment d'infanterie de montagne
Pour les articles homonymes, voir 10e régiment.
Le 10e régiment d'infanterie de montagne (Regimiento de Infantería de Montaña 10 Teniente General Racedo en espagnol) est une unité militaire de l'armée de terre argentine basée à proximité de Mariano Moreno dans la province de Neuquén.